# Heinrich Karl Eichstädt

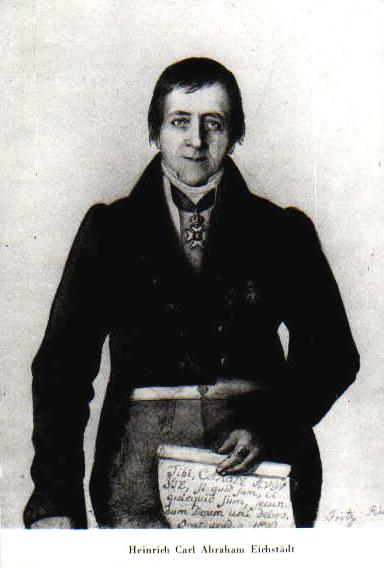
Heinrich Karl Abraham Eichstädt

Heinrich Karl Abraham Eichstädt (* 8. August 1771 in Oschatz; † 4. März 1848 in Jena) war ein deutscher klassischer Philologe.

## Leben
Eichstädt wurde als Sohn des Oschatzer Archidiakons Johann Abraham Eichstädt und dessen Frau Concordia Elisabeth Heinrich geboren.
Am 11. August desselben Jahres wurde er evangelisch getauft, wobei als Taufpaten der Superintendent Johann Carl Friedrich von Brause, eine mutmaßliche Verwandte Rosina Dorothea Heinrich und der Kaufmann und Stadtrichter Johann Heinrich fungierten. Auf den Namen Heinrich Carl Abraham getauft, erhielt Eichstädt erste Anregungen in seinem Elternhaus, wobei sein Vater ihm ein frühzeitiges Interesse für philologische Zusammenhänge vermittelte.
An der Stadtschule von Oschatz wurden seine Grundkenntnisse der alten Sprachen unter Leitung des Rektors Johann Gottfried Zimmermann geschult. Mit einem kurfürstlich sächsischen Stipendium ausgestattet, bezog Eichstädt am 27. März 1783 die kurfürstlich sächsische Landesschule Pforta. Hier wurden Johann Gottfried Geißler, Friedrich Gottlieb Barth und Christian Gottlieb Hildebrandt (* um 1745 in Oschatz; † 9. Juli 1799 Schulpforta) seine Lehrer.
Diese Bildungseinrichtung verließ er wieder am 1. März 1787, um sich am 4. Juni 1787 an der Universität Leipzig zu immatrikulieren. Nachdem er unter anderen Vorlesungen zur Philosophie bei Ernst Platner, zur Mathematik und Physik bei Carl Friedrich Hindenburg, zur Philologie bei Christian Daniel Beck, zur Rhetorik und Literatur bei Friedrich Wolfgang Reiz, zur Theologie bei Samuel Friedrich Nathanael Morus und zu Rechtsfragen bei Christian Gottlieb Haubold absolviert hatte, erwarb Eichstädt am 25. Februar 1789 den Grad eines Magisters der Philosophie. 1793 habilitierte er sich mit der Verteidigung der Habilitationsschrift De dramatae Graecorum comico-satyrico, inprimis de Sosithei Lythiersa. An der philosophischen Fakultät in Leipzig wurde er zunächst Dozent und 1795 außerordentlicher Professor der Philosophie. Da ihm weitere berufliche Aktivitäten in Leipzig versagt blieben, wechselte er 1797 als Honorarprofessor der Philosophie an die Universität Jena und wurde zugleich Mitredakteur der Jenaer Allgemeinen Literaturzeitung.
Hier wurde er 1800 Direktor der lateinischen Gesellschaft. 1801 ernannte man ihn zum Hofrat von Sachsen-Meiningen und als Christian Gottfried Schütz Ende 1803 nach Halle zog, übernahm er dessen ordentliche Professur der Rhetorik und Poetik. In letztgenannter Aufgabe hielt er Vorlesungen über die griechischen und lateinischen Klassiker, besprach die griechischen und römischen Altertümer und lehrte philologische Enzyklopädie und Literaturgeschichte. Ab 1804 erschien unter seiner Leitung die Neue Jenaische Allgemeine Literaturzeitung und im selben Jahr wurde er Oberbibliothekar der Jenaer Universitätsbibliothek.
1808 hatte er die theologische Ehrendoktorwürde der Universität Göttingen erhalten, 1809 wurde er Geheimer Hofrat von Sachsen-Weimar, erhielt im selben Jahr die Ehrendoktorwürde der Theologie von der Universität Rinteln und wurde 1811 Aufseher des Kleberischen Freitisches.
1812 wurde ihm die Aufsicht der Sachsen-Weimar-Eisenachischen sowie die Aufsicht der Sachsen-Gotha-Altenburger und 1815 der Sachsen-Meininger Landeskinder übertragen. 1813 übertrug man ihm zudem die Aufsicht über das Jenaer Konviktorium.
1817 wurde Eichstädt Direktor des philologischen Seminars. In Jena beteiligte er sich auch an organisatorischen Aufgaben der Hochschulverwaltung und war in den Sommersemestern 1812, 1820, 1826, sowie im Wintersemester 1814 Rektor der Alma Mater.

## Werk
Eichstädt galt als einer der bedeutendsten klassischen Philologen seiner Zeit. Am bekanntesten ist er durch seine lateinischen Reden und Gelegenheitsschriften geworden. So verfasste er anlässlich der Eheschließung des Prinzen Albert von Sachsen-Coburg und Gotha mit Queen Victoria ein Poem, von dem in der Landesbibliothek Coburg ein Exemplar überliefert ist.
Eine von ihm selbst begonnene, dem lateinkundigen Schriftsteller Karl August Varnhagen von Ense gewidmete Sammlung seiner Opuscula oratoria beendete Hermann Johann Christian Weissenborn (1813–1886; Jena 1850). Diese Sammlung brachte ihm allerhand Anerkennung ein und zeigt sein gesamtes Werkschaffen chronologisch auf.
Eichstädts Schriften sind teils Ausgaben von Klassikern, die aber unvollendet blieben, wie des Diodoros (Halle 1800–1802, 2 Bände), des Lukrez (Band 1, Leipzig 1801), teils kritische Abhandlungen, teils Übersetzungen, z. B. von William Mitfords Geschichte Griechenlands.
Ehrenvolle Berufungen aus der Gelehrtenwelt erfuhr Eichstädt als Mitglied
- der Bayerischen Akademie der Wissenschaften in München,
- der Königlich Niederländischen Akademie der Wissenschaften in Amsterdam,
- der kaiserlich russischen Universität Moskau (zugleich mit Goethe, Wieland sowie dem Herzoglich Weimarer Geheimen Rat Wilhelm von Wolzogen als Ehrenmitglied aufgenommen),[5]
- der russisch kaiserlichen Gesellschaft der Naturforscher in Gorenky,
- der königlichen Akademie nützlicher Wissenschaften in Erfurt,
- der Mainzer Akademie der Wissenschaften und Künste,
- der königlich preußischen Gesellschaft der Wissenschaften in Frankfurt an der Oder,
- der königlich preußischen deutschen Gesellschaft in Königsberg (Preußen),
- der philologischen Gesellschaft in Leipzig,
- der naturforschenden Gesellschaft in Halle (Saale),
- der wetterauischen Gesellschaft für die gesamte Naturkunde in Hanau,
- der lateinischen Gesellschaft in Jena (Ehrenmitglied und Direktor) und ordentlicher Beisitzer der mineralogischen Gesellschaft in Jena.

Auch von manchen Potentaten wurde er geehrt. Er wurde 1841 Ritter des Nordsternordens, war Ritter des Sachsen-weimarischen weißen Falkenorden, 1837 Kommandeur des ernestinischen Hausordens und Ritter des sächsischen Zivildienstordens. 1839 erhielt er das Ehrenbürgerrecht von Oschatz, sowie von der theologischen Fakultät, ebenso von der juristischen Fakultät der Jenaer Salana die Ehrendoktorwürde. Im Leipziger Stadtteil Stötteritz wurde nach ihm die Untere und Obere Eichstädtstraße benannt.

## Schriften (Auswahl)
- De dramate Graecorum comico-satyrio, imprimis de Solithei Lystieras. Leipzig 1793
- Adumbratio quaestionis de carminum Theocriteorum ad genera sus revocatorum indole ac virtutibus. Leipzig 1793
- Sam. Fr. Nath. Mori Acroases in epistolas Paulinas ad Galatas et Ephisios. Leipzig 1795
- Quaestionum philogicarum Specimen. Leipzig 1796
- Sam. Fr. Nath. Mori super Hermeneutica Novi Testamenti Acroases academicae, editioni aptatae, praefatione et additamentis instructae. Vol. I et II. Leipzig 1797, 1802
- Acroasis pro Societatis Latinae Ienensis instauratione. Jena 1800
- Diodori Siculi Bibliothecae historicae libri qui supersunt ac deperditorum fragmenta. Graeca emendavit, notationem argumentorum subiecit, Latinam Laur. Rhodomani interpretationem castigavit, et notas vivorum doctorum ex editione Petri Wesselingii integras cum suis animadversionibus indicibusque locupletissimis adiunxit. Vol. I Halle 1800, Vol. II Halle 1802
- T. Lucretii Cari de reum natura libri sex, ad optimorum exemplarium fidem emendati, cum Rich. Bentleii animadversionibus, Gilb. Wakefieldi praefationibus et commentariis integris caeterorumque interpretum praestantissimorum observationibus selectis edidit, suas notas et indices copiosissimos adiecit. Vol. I. Leipzig 1801
- Quaestionum philologicarum novum Specimen. Jena 1804
- Geschichte Griechenlands, eine freye Uebersetzung des engl. Werkes von Wilhelm Mitford. Leipzig 1802–1808, 6. Bde.
- Progr. Supplementum Longi Pastoralium, ex Codice Florentino nuper vulgatum, nune diligentius editum. Jena 1811
- Progr. Phaedri quae feruntur Fabulae XXXII in Italia nuper repertae, nunc primum in Germania editae, adiunctis Dorvillii et Burmanni emendationibus. Jena 1812
- Progr. Hieronymi de Bosch Curae secundae in Horatii epistolam ad Pisones de arte poetica e schedis b. Auctoris nunc primum editae. Jena 1812
- Memoriam Viri Perillustris, Christiani Gottl. de Voigt. J. U. D. Vimariae d. 19 Maii a. 1813 defuncti, cibus commendat Universitas litterarum Ienensis. Jena 1813
- Panegyrin honori et memoriae Viri Perillustris, Aug. Frid. Caroli L. B. de Ziegesar, insttuendam Academiae Ienensis auctoritate indicit. Jena 1814
- Progr. Flaviani de Jesu Christo testimonii . . . quo jure nuper rursus defensa sit. Quaestio I-IV. Jena 1813–1814
- Vitae parallelae Joannis Jacobi Griesbachii et Caroli Christiani Erhardi Schmidii. Part. I., II., III. Jena 1815–1816
- Einige Winke zur Beförderung der humanistischen Studien auf Universitäten. Jena 1816
- Progr. Drama Christianum, quod . . . . . . inscribitur, num Gregorio Nazianzeno tribuendum sit. Jena 1816
- Progr. M. Cornelii Frontonis operum nuer in lucem protractorum notitia et specimen. Jena 1816
- De Symmachi Orationum particulis, ab Ang. Maio nuper in lucem protractis. Jena 1816
- Progr. Theologiae studium academicum sex semestribus descriptum. Part. I., II., III.,. 1816–1817
- Progr. De jurisprudentiae studio, semestribus academicis recte accommodando. Jena 1818
- Progr. de medicinae studio, semestribus academicis recte accommodando. Jena 1817
- Progr. De. principum Saxonicorum Ernestinae prosapiae in religionem, ecclesiam, litteras meritis. Jena 1817
- Progr. Davidis Ruhnkenii in antiquitates Romanas lectiones academicae cum annotatione editoris. I-V. Jena 1818–1822
- Progr. De Lygdami Carminibus, quae nuper appellata sunt. Commentatio I. Jena 1819
- Progr. de supposito versu paenultimo in Horatii Oda prima. Jena 1818
- Progr. de suppositis versibus in Horatii Oda III, 11, 17-20. Jena 1819
- Inscripto arenaria, Treveris nuper reperta. Jena 1819
- Progr. Lucianus num scriptis suis adiuvare religionem Christianam voluerit. Jena 1820
- Progr. De servitute luminum et ne luminibus officiatur, ad explicandum Ciceronis locum I Orat. 39. Commentatio I et II. Jena 1820
- Ueber die wahre Ortsbestimmung der Hermannsschlacht, Zwey neue Untersuchungen vom General Freyh. v. Hammerstein und Geheimenrath von Hohenhausen. Mit einem Sendschreiben an H. Geh. Justiz- und Oberappell. Rath. Freyh. v. Strombeck. Altenburg 1821
- Progr. Exercitationes Antoninianae. Jena, 1821–1822, 4. Bde.
- Progr. De instituto scriptionis academiacae, in Academia Jenensi nuper in usum revocato. Jena 1822
- (Posthumes): Op. Oratoria. Orationes Memoriae Elogia, Jena 1850